# Pastina (Santa Luce)
Pastina (pron. /ˈpastina/) è una frazione del comune italiano di Santa Luce, nella provincia di Pisa, in Toscana.

## Geografia fisica
Il borgo di Pastina è situato nella cosiddetta Val di Fine, su di una collina da cui scaturisce il borro dei Rotini, uno dei tributari del fiume Fine. Pastina si sviluppa lungo la strada provinciale 13 del Commercio, a metà strada tra Santa Luce e Pomaia.
Il paese dista 2 km dal capoluogo comunale e circa 45 km da Pisa.

## Storia
Il paese risale probabilmente alla fine del XIII secolo, in quanto il 20 maggio 1301 viene fatta menzione della parrocchia di San Bartolomeo a Pastina, parrocchia però non inserita nel catalogo della diocesi di Pisa del 1271 e invece compresa in quello del 1377. Nel 1833 il borgo di Pastina contava 450 abitanti. Nel 1944 il paese fu pesantemente bombardato dagli Alleati.

## Monumenti e luoghi d'interesse
- Chiesa di San Bartolomeo, chiesa parrocchiale della frazione,[2] è ricordata sin dall'epoca medievale, ma l'attuale edificio risale al 1576, quando venne ricostruito con i materiali della vecchia chiesa.[1] L'intero edificio è stato ristrutturato in stile neoclassico nel 1839 e restaurato in seguito al bombardamento del 1944. All'interno si conserva una tela del XVII secolo e un interessante organo di Cesare Tronci del 1870.[3] Ogni anno si svolge la festa del santo patrono il 24 agosto.[4]

- Chiesa di San Michele di Guardia, antica chiesa medievale oggi scomparsa, fu sede di parrocchia.[1]